# Liebfrauenkirche (Lienzingen)

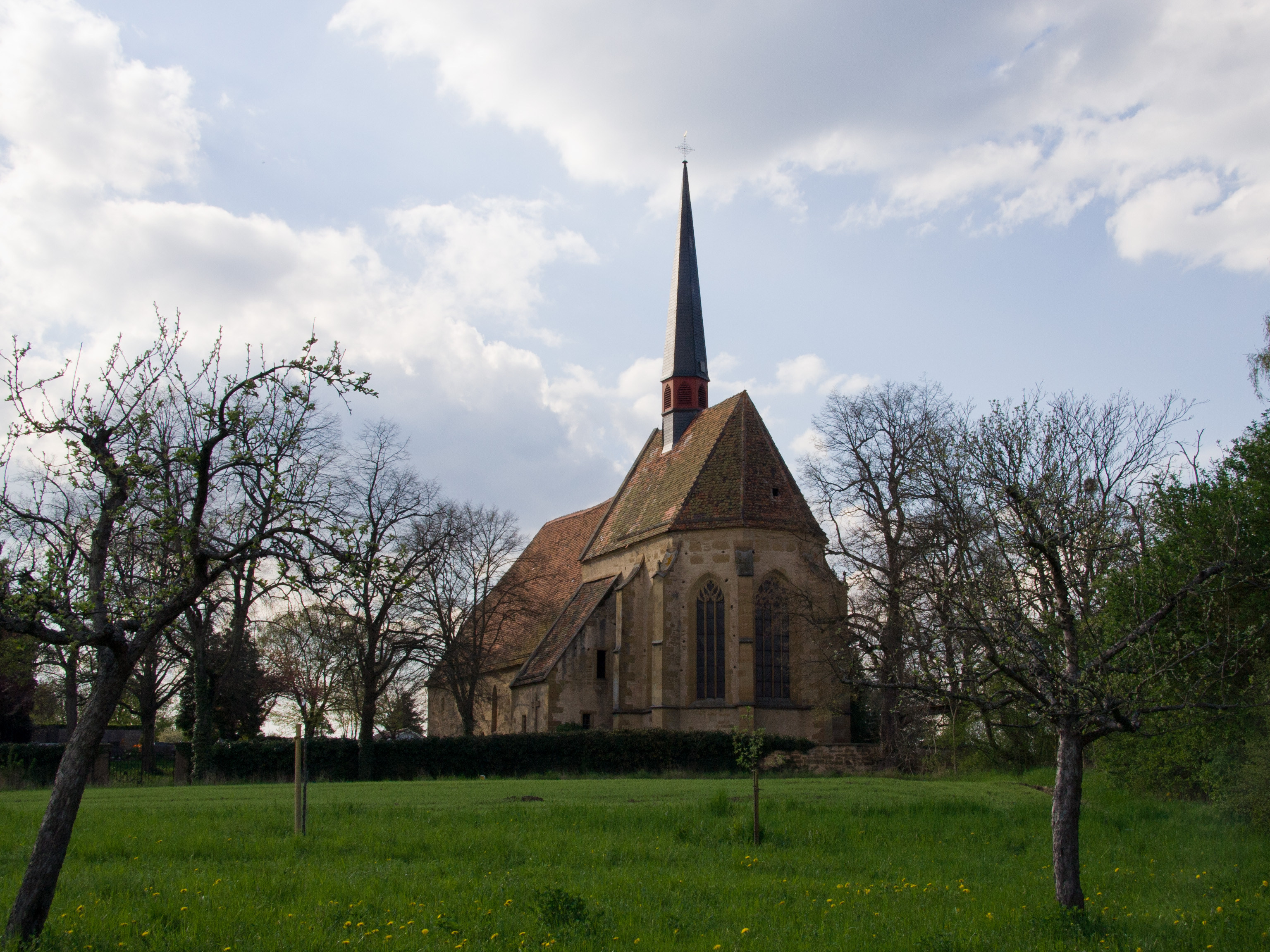
Ansicht aus Südosten

Die Liebfrauenkirche in Lienzingen ist eine ehemalige Wallfahrtskirche. Sie steht am südlichen Ortsrand von Lienzingen (heute zu Mühlacker) auf einer kleinen Anhöhe und ist weithin sichtbar.

## Geschichte
In den Jahren 1476 bis 1482 ließ der Abt des Klosters Maulbronn, Johann Riescher von Ladenburg, die spätgotische Marien-Wallfahrtskirche erbauen. Die kurze Bauzeit lässt vermuten, dass der Bau durch An- oder Umbau einer Vorgängerkirche entstand. Die Altäre der Kirche wurden während des Pfälzischen Erbfolgekrieges 1693 und im Ersten Koalitionskrieg 1796 zerstört.
Nach einem Blitzschlag wurde 1930 der Dachreiter erneuert, der Innenraum wurde dann 1937 und 1938 wiederhergestellt.
Die Kirche steht in kommunalem Eigentum und gehört somit heute der Stadt Mühlacker.

## Baubeschreibung

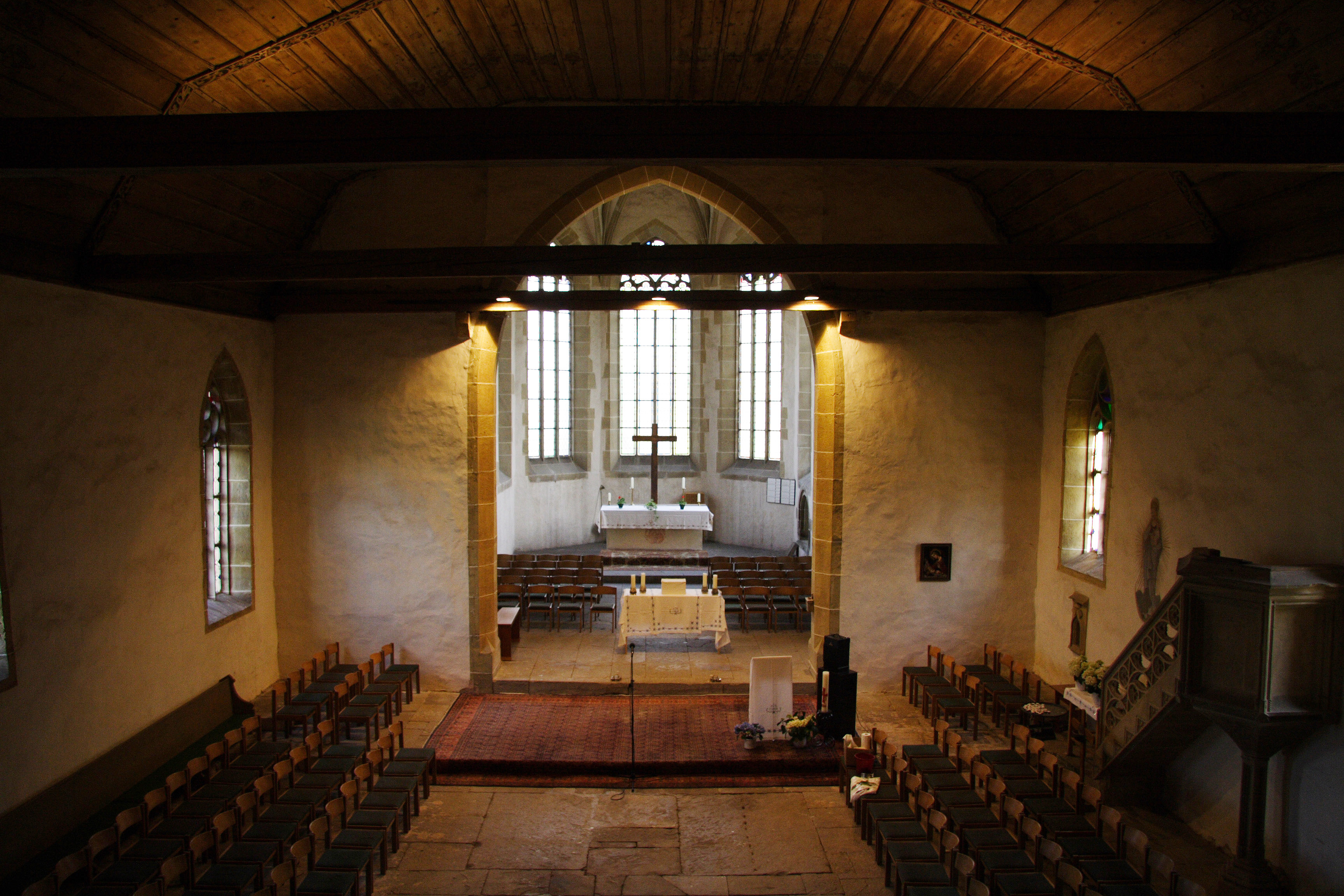
Innenraumansicht

Schon von außen erkennt man einen deutlichen Unterschied: Der Westteil des Bauwerkes hat ein tiefgezogenes Dach und nur wenige kleine Fenster, während der Ostteil fünf große gotische Fenster mit dazwischen angeordneten Strebepfeilern besitzt. Dadurch ist hier auch der Dachansatz entsprechend höher. Auf dem Dach des Ostteils befindet sich ein schlanker Dachreiter.
Die schon von außen zu erkennende Teilung setzt sich im Innern der Kirche fort. Der Kirchenraum wird durch vier kleine Fenster nur schwach erleuchtet. Er wird von einem hölzernen Tonnengewölbe überspannt. Im Kontrast dazu steht der lichte Chor.

### Chor
Der Chor liegt zwei Stufen über der Ebene des Kirchenraumes. Er wird durch fünf große Fenster erleuchtet, die zu dem kunstvollen Maschennetzgewölbe überleiten, mit dem er abschließt. Das Maschennetzgewölbe verbindet acht Strebepfeiler miteinander. An den Schnittpunkten des Gewölbes sind sechs Schlusssteine mit Motiven platziert. Ganz im Osten, also direkt vor den Chorfenstern, ist Maria, die Patronin der Kirche, dargestellt. In ihrer Nähe befinden sich drei Wappen, wobei das mittlere Wappen die Verbindung zum Kloster Maulbronn herstellt.
| Netzgewölbe des Chores                                                                                                 |                                                                                             |                                                                                              | |                                                                             |                                                                     |
| Abt | Mönch                                                                                       | Jakobus                                                                                      | St. Margaretha | Hl. Anna                                                                    | Hl. Maria                                                           |
| Der heilige Wolfgang, der Schutzheilige der Schäfer, mit einer Axt in der rechten und einer Kirche in der linken Hand. | Sankt Leonhard als bäuerlicher Viehheiliger mit seinen Attributen Kette, Hufeisen und Buch. | Jakobus der Ältere, bekleidet wie ein Pilger. Er hält ein aufgeschlagenes Buch in den Händen | Sankt Margaretha, die Schutzpatronin der gebärenden Weiber, mit einem Kreuz und einem an die Leine gelegten Drachen. | Anna selbdritt: Die heilige Anna mit ihrer Tochter Maria und dem Jesuskind. | Maria, die Patronin der Kirche. Sie trägt das Jesukind auf dem Arm. |

Bemerkenswert ist auch der Eingang zur Sakristei in der Südwand des Chores. Die kielüberspannte Pforte mit sich durchschneidendem Stabwerk wird verschlossen von der alten gotische Tür. Diese ist mit rot bemaltem Beschlagwerk aus Bändern mit Maßwerkrosetten, Lilien und Stechpalmenblättern besetzt.

### Kirchenraum
| 1482 O maria ein muter der barmhertzikayt behüt uns vor allem hertzenlayt und an unserem letzsten ausganck Thu uns mit deiner gna(d) ein bystant wider lutzifer und wider die besen find und behüt vns vor der helle pin | Gebet an der Holzdecke |

Im Gegensatz zum Gewölbe des Chores steht das eher schlichte hölzerne Tonnengewölbe des Kirchenraumes. Dieses ist mit allerlei Malereien verziert, welche Ranken, Girlanden, einem Narrenkopf, Blütengebilde und Drachen zeigen. Auf einem angedeuteten Schriftband ist ein sechsteiliges Gebet in gotischer Minuskelschrift zu sehen. Dieses ist zentral im waagerechten Mittelteil angebracht.
In der Südwand des Kirchenraumes befindet sich ein Sedalienhäuschen von 1482. Dieses diente früher zur Aufbewahrung der geweihten Hostien. Daneben befindet sich das Marienbildnis „Maria auf der Mondsichel“. Dieses Wandgemälde wurde erst gegen Ende des 19. Jahrhunderts freigelegt und restauriert. Die steinerne Kanzel, ebenfalls an der Südwand, besitzt einige bemerkenswerte Details wie das Fischblasenmuster des Geländers.

## Nutzung
Die Kirche wird im Sommer im Rahmen der Veranstaltung „Musikalischer Sommer“ für Konzerte benutzt. Ferner nutzt die Lienzinger Teilgemeinde der katholischen Herz-Jesu-Gemeinde Mühlacker die Kirche für Gottesdienste. Bei Beerdigungen auf dem Lienzinger Friedhof wird sie für den Trauergottesdienst genutzt. Außerhalb dieser Veranstaltungen ist die Kirche meist nicht zugänglich.